# گرگین‌آباد (بافق)
گرگین‌آباد یک روستا در ایران است که در دهستان سبزدشت شهرستان بافق واقع شده‌است.